# كفر عزاز
قرية كفر عزاز هي إحدى القرى التابعة لمركز أبو حمص في محافظة البحيرة في جمهورية مصر العربية. حسب إحصاءات سنة 2006، بلغ إجمالي السكان في كفر عزاز 6331 نسمة، منهم 3282 رجل و3049 امرأة.